# 放心 (萬芳專輯)
《放心》是台灣歌手萬芳的第二張專輯，也是她首張出版雷射唱片的專輯，於1992年1月21日發行。專輯的第一主打歌是《半袖》，而第二主打歌則是《你愛不愛我》，前者是其知名歌曲之一。

## 曲目
| 曲序 | 曲名                 | 曲       | 詞        | 編曲   | 附註                                  |
| 01   | 心事                 | 柿原朱美 | 丁曉雯    | 陳宇寰 | 原曲為今井美樹《retour》              |
| 02   | 半袖                 | 上田知華 | 姚若龍    | 洪敬堯 | 第一主打 原曲為今井美樹《半袖》       |
| 03   | 住在你的影子裡       | 陳錚     | 王中言    | 陳錚   |                                       |
| 04   | 你愛不愛我           | 陳冠蒨   | 陳冠蒨    | 張乃仁 | 第二主打                              |
| 05   | Olive的項鍊          | 木村和   | 元元 方方 | 陳宇寰 | 原曲為今井美樹《雨にキッスの花束を》  |
| 06   | 碧海情天             | 李宗盛   | 廖瑩如    | 張乃仁 | 第三主打 台視電視劇《碧海情天》片尾曲 |
| 07   | 編織者（馬兆駿合唱） | 馬兆駿   | 姚若龍    | 張乃仁 |                                       |
| 08   | 到海邊說再見         |          | 姚若龍    | 洪敬堯 |                                       |
| 09   | 帶我飛吧陽光         | 山崎透   | 王中言    | 戴方達 | 原曲為今井美樹《elfin》               |
| 10   | 微笑的星             | 上田知華 | 姚若龍    | 張翰群 | 原曲為今井美樹《瞳がほほえむから》    |

## 唱片版本
- CD版
- 錄音帶版